# Kevin van Dessel
Kevin van Dessel (Kapellen, 9 april 1979) is een Belgisch voormalig betaald voetballer en huidig voetbaltrainer. Sinds juni 2025 is hij werkzaam als hoofdtrainer van Roda JC.

## Spelersloopbaan
Van Dessel begon met voetballen bij KSK Donk en SC Merksem. Zijn debuut in het betaalde voetbal maakte hij bij Germinal Ekeren, waarvoor hij in het seizoen 1996/1997 drie wedstrijden speelde. Van Dessel vertrok vervolgens naar NAC, waarvoor hij tweemaal in actie kwam. Na één jaar in Breda vertrok de Belg naar de Serie B-club Genoa, maar daarvoor kwam hij nooit in actie in een officiële wedstrijd.
Van Dessel kwam in 1999 terug naar Nederland om voor Roda JC te gaan spelen. In zijn eerste seizoen kwam hij 23 keer in actie en maakte daarbij zijn eerste profdoelpunt. De verdedigende middenvelder kwam tot aan 2005 in totaal 165 keer uit voor de club uit Kerkrade en maakte tien doelpunten. De laatste twee jaar daarvan werden overschaduwd door blessureleed. Roda JC bood hem vervolgens een prestatiecontract aan. Dit wees hij van de hand, waarop hij in juni naar de Belgische club Sint-Truidense VV vertrok dat hem wel een regulier contract aanbood. Vanaf 2 juli 2008 speelde Van Dessel voor VVV-Venlo, dat hem transfervrij overnam van Sint-Truiden. Hij tekende in juni 2010 een eenjarig contract bij APOP Kinyras Peyias FC met een optie voor nog een seizoen. De Cypriotische club nam hem transfervrij over van VVV-Venlo. Na het seizoen 2011 kreeg Van Dessel geen profcontract meer en was hij nog vijf seizoenen als amateur actief in Nederland bij EVV.

## Profcarrière
| Seizoen | Club                   | Land      | Competitie     | Duels | Goals |
| ------- | ---------------------- | --------- | -------------- | ----- | ----- |
| 1996/97 | Germinal Ekeren        | België    | Eerste klasse  | 3     | 0     |
| 1997/98 | NAC Breda              | Nederland | Eredivisie     | 2     | 0     |
| 1998/99 | Genoa CFC              | Italië    | Serie B        | 0     | 0     |
| 1999/00 | Roda JC                | Nederland | Eredivisie     | 23    | 1     |
| 2000/01 | Roda JC                | Nederland | Eredivisie     | 30    | 3     |
| 2001/02 | Roda JC                | Nederland | Eredivisie     | 32    | 1     |
| 2002/03 | Roda JC                | Nederland | Eredivisie     | 31    | 1     |
| 2003/04 | Roda JC                | Nederland | Eredivisie     | 32    | 4     |
| 2004/05 | Roda JC                | Nederland | Eredivisie     | 17    | 0     |
| 2005/06 | Roda JC                | Nederland | Eredivisie     | 7     | 0     |
| 2006/07 | Roda JC                | Nederland | Eredivisie     | 0     | 0     |
| 2007/08 | Sint-Truidense VV      | België    | Eerste klasse  | 21    | 0     |
| 2008/09 | VVV-Venlo              | Nederland | Eerste divisie | 16    | 0     |
| 2009/10 | VVV-Venlo              | Nederland | Eredivisie     | 28    | 1     |
| 2010/11 | APOP Kinyras Peyias FC | Cyprus    | A Divizion     | 18    | 0     |
| Totaal  | Totaal                 | Totaal    | Totaal         | 260   | 13    |

## Trainersloopbaan
Van Dessel werd in 2011 jeugdtrainer bij Roda JC, later vertrok hij naar KRC Genk waar hij de U17 onder zijn hoede kreeg. Na het afsluiten van zijn spelersloopbaan ging hij daarnaast bij EVV aan de slag als assistent-trainer. Met ingang van het seizoen seizoen 2017/18 werd hij aangesteld als hoofdtrainer van de Echtse derdedivisionist. Na één seizoen verkaste Van Dessel daar om zich toe te leggen op een nieuwe functie bij KRC Genk als trainer van de beloftenploeg.
In juni 2020 ruilde Van Dessel de Genkse beloften in voor KV Mechelen, waar hij assistent-trainer werd van hoofdcoach Wouter Vrancken. Eind mei 2022 raakte bekend dat Vrancken vanaf het seizoen 2022/23 hoofdtrainer zal worden bij KRC Genk, Van Dessel maakte hierbij mee de overstap samen met physical-coach Glenn Van Ryckeghem en keerde zo terug naar Genk, waar hij ook woonachtig is. Toen Vrancken in mei 2024 tijdens de play-offs vertrok bij Genk – een overgang naar KAA Gent hing toen al in de lucht –, betekende dat ook het einde van Van Dessels tijd bij Genk.
In juni 2024 maakte Van Dessel, net als Van Ryckeghem, mee de overstap naar KAA Gent toen Vrancken daar officieel zijn intrede maakte. Na het vertrek van Vrancken in januari 2025 diende Van Dessel nog een paar maanden onder diens opvolger Danijel Milićević, om vervolgens na afloop van het seizoen te vertrekken.
Op 2 juni 2025 kondigde Roda JC aan dat Van Dessel de nieuwe hoofdtrainer van de club wordt. Hij volgde er de naar Heracles Almelo vertrokken Bas Sibum op.
Van Dessel was ook jeugdtrainer bij het Limburgse Genker VV, waar zijn zoon actief is bij de jeugdploegen.